# SC Lituania Tilsit
SC Lituania Tilsit (celým názvem: Sportclub Lituania Tilsit) byl německý sportovní klub, který sídlil ve východopruském městě Tilsit (dnešní Sovetsk v Kaliningradské oblasti). Klubové barvy byly černá a bílá.
Založen byl v roce 1907. V roce 1911 se stal baltským mistrem a vybojoval si tak právo zúčastnit se finálního německého mistrovství. V něm ovšem skončil hned v úvodním klání, protože jeho čtvrtfinálový zápas s Berliner TuFC Viktoria 89 byl zkontumován ve prospěch soupeře. Zanikl v roce 1929 fúzi s VfK (Verein für Körperübungen) Tilsit do nově založeného Tilsiter SC.

## Získané trofeje
- Baltische Fußballmeisterschaft ( 1× )
  - 1910/11